# Chiesa del Preziosissimo Sangue in San Rocco
La chiesa del Preziosissimo Sangue in San Rocco di Bari è una chiesa parrocchiale, amministrativamente sede dell'omonima parrocchia dell'arcidiocesi di Bari-Bitonto.

## Storia
La costruzione dell'edificio avvenne dal 1878 al 1883 (anno in cui venne consacrata).
All'interno le arcate, che separano le tre navate, sono rivestite di marmo rosso di Verona, così come anche i piedritti ornati con dei capitelli, quasi come fossero delle colonne. Sull'altare maggiore domina un crocifisso, all'interno di un riquadro, che accoglieva precedentemente la tela di san Rocco, mentre gli altari laterali, partendo dalla navata di sinistra, presentano delle immagini, di san Gaspare, fondatore dei missionari del Preziosissimo Sangue, della Madonna del Rosario e di sant'Anna.
Sul lato destro vi sono le immagini, in cartapesta, di santa Rita da Cascia, una tela di santa Maria De Mattias fondatrice delle suore adoratrici del Sangue di Cristo, l'immagine in cartapesta di sant'Antonio di Padova e la tela rappresentante san Rocco.
Nella navata centrale sono presenti le spoglie mortali di Francesco Pedicini, vescovo della arcidiocesi di Bari-Bitonto, che fece erigere, a sue spese, la chiesa e la affidò ai missionari del Preziosissimo Sangue.
Ai lati sinistro e destro del presbiterio posto nella navata centrale sono presenti le lapidi che raccontano della costruzione della stessa. A destra la lapide cita: "A Dio l'ottimo, il massimo in onore del san Rocco confessore, principe un tempo dei Pessulani, il tempio è stato voluto dall'arcivescovo barese Francesco Pedicini, perché il precedente era piccolo e povero. Don Federico Renzullo, superiore dei Missionari del Preziosissimo Sangue, commissionò all'impresa di A. Contegiacomo e I. Pece una grande e rinnovata costruzione con volte decorate e rifatte. Egli curò la costruzione degli altari minori e con vani simili dedicati al Sacratissimo Cuore di Gesù e alla Madonna del Rosario. La stessa chiesa contiene l'altare maggiore eretto dalle fondamenta nell'anno del recuperato benessere 1931"
A sinistra: "A Dio, nell'anno di grazia, il 1º febbraio 1934, fu fatta questa stessa chiesa di San Rocco confessore, liberatore dalla peste, con solerte cura dei Missionari e con gran lavoro per la ricostruzione. Quando Antonio Velardi era Generale della Congregazione e Federico Renzullo era superiore, Alessio S.R.E. Cardinale Ascalesi, Arcivescovo di Napoli consacrò con rito solenne al santo e dedicò alla Pia e Santa Vergine Immacolata, nello stesso giorno della festa della dedicazione per la chiesa romana missionaria".
Sulla cantoria posta sopra il portone centrale è situato l'antico organo a canne che, inizialmente funzionante a mantice, dopo i lavori di restauro avvenuti durante l'anno 2012 a cura della ditta Consoli, è stato modificato e ristrutturato a norma delle norme liturgiche con un sistema semielettronico. La console, posta tra il presbiterio e la navata destra, è stata sostituita anch'essa con un modernissimo sistema semielettronico.
Nel corso degli ultimi decenni la chiesa ha subito due ristrutturazioni rese necessarie per la presenza di infiltrazioni nella volta, così anche il campanile che ha visto rinnovato l'impianto sonoro per le campane.
L'erezione canonica da chiesa di San Rocco a parrocchia Preziosissimo Sangue in San Rocco avvenne il 4 luglio 1942.
Attualmente la parrocchia è guidata dai Missionari del Preziosissimo Sangue fondati da san Gaspare del Bufalo nel 1815.